# Exército Expedicionário da China Central
O Exército Expedicionário da China Central (中支那方面軍, Naka Shina hōmen gun) foi um exército de área do Exército Imperial Japonês durante a Segunda Guerra Sino-Japonesa.

## Histórico
Em 7 de novembro de 1937, o Exército da Área da China Central (EACC) foi organizado como um exército expedicionário de reforço, combinando o Exército Expedicionário de Xangai (EEX) e o Décimo Exército do Japão. Matsui reportava diretamente ao Quartel General Imperial. Após a Batalha de Nanquim em dezembro de 1937, as forças do EACC perpetraram o Massacre de Nanquim, no qual cerca de 200 000 pessoas foram brutalmente assassinadas. O EACC foi dissolvido em 14 de fevereiro de 1938 e suas unidades componentes foram transferidas para o Exército Expedicionário da China Central.

## Lista de Comandantes

### Comandante
|   | Nome                 | A partir de           | Para                    |
| - | -------------------- | --------------------- | ----------------------- |
| 1 | General Iwane Matsui | 30 de outubro de 1937 | 14 de fevereiro de 1938 |

### Chefe de Gabinete
|   | Nome                        | A partir de           | Para                    |
| - | --------------------------- | --------------------- | ----------------------- |
| 1 | Major General Osamu Tsukada | 2 de novembro de 1937 | 14 de fevereiro de 1938 |